# ランベルグ鉱
ランベルグ鉱(Rambergite)は、化学式MnSのマンガン硫化鉱物である。アラバンド鉱の同質異像である。
バルト海ゴトランド海盆の有機物質に富む無酸素海底堆積物の中やスウェーデンのダーラナ地方ガーペンバーグ鉱山にあるスカルンの中で見られる。スウェーデンの鉱物学者ハンス・ラムバーグの名前に因んで命名された。
ウルツ鉱グループに分類され、科学的にハウエル鉱と関連している。
日本では埼玉県秩父市浦山・広河原鉱山から報告されており、マンガン鉱石中にオレンジ色の皮膜として産出する。